# Åsunn Lyngedal

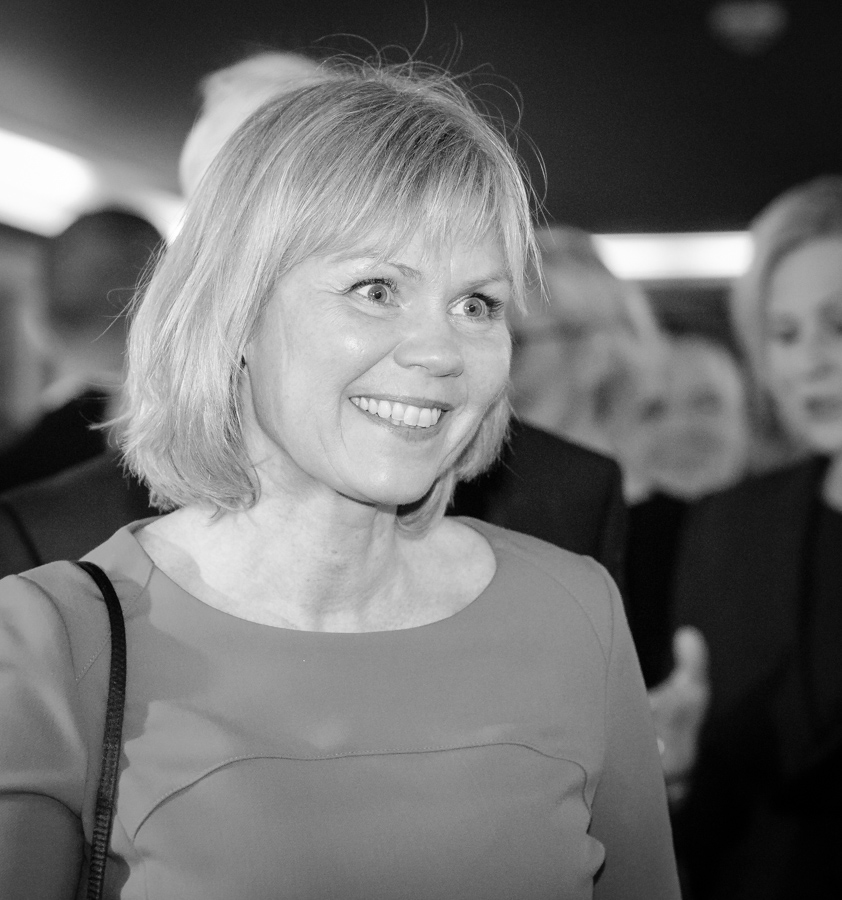
Åsunn Lyngedal, 2018

Åsunn Lyngedal (* 17. Juli 1968 in Porsanger) ist eine norwegische Juristin und Politikerin der sozialdemokratischen Arbeiderpartiet (Ap). Von 2017 bis 2021 war sie Abgeordnete im Storting.

## Leben
Lyngedal wuchs in Lakselv, Klæbu, Ballangen und Fauske auf. Sie begann Rechtswissenschaft an der Universität Oslo zu studieren und im Jahr 1994 schloss sie ihr Studium an der Universität Tromsø ab. Anschließend arbeitete sie in verschiedenen Positionen als Juristin, zunächst in der Kanzlei des späteren Justizministers Knut Storberget. Zwischen 1999 und 2006 war sie für die Kommune Narvik tätig, danach bis 2011 als Geschäftsführerin der Wirtschaftsvereinigung von Narvik.
Bei der Parlamentswahl 2017 zog sie erstmals in das norwegische Nationalparlament Storting ein. Dort vertrat sie den Wahlkreis Nordland. Bis Oktober 2019 war sie Mitglied im Finanzausschuss, anschließend wechselte sie in den Wirtschaftsausschuss. Im Vorfeld der Stortingswahl 2021 gab sie bekannt, nicht erneut um einen Sitz kandidieren zu wollen. Sie hatte zuvor das Angebot, Fakultätsleiterin an der Universität Tromsø in Narvik zu werden, angenommen. In der Folge schied sie im Herbst 2021 aus dem Storting aus.